# Izabela Wójtowicz
Izabela Wójtowicz, po mężu Berezińska (ur. 5 stycznia 1978) – polska lekkoatletka, specjalizująca się w siedmioboju, medalistka mistrzostw Polski, reprezentantka Polski.

## Kariera sportowa
Była zawodniczką Wisły Puławy i AZS-AWF Wrocław.
Na mistrzostwach Polski seniorek na otwartym stadionie zdobyła dwa medale: srebrny w skoku wzwyż w 2003 i brązowy w siedmioboju w 1997. W 1998 wywalczyła w pięcioboju brązowy medal halowych mistrzostw Polski.
W 1998 wystąpiła w zawodach drugiej ligi Pucharze Europy w wielobojach, zajmując 8. miejsce z wynikiem 5003 (reprezentacja Polski startowała w tej edycji w zawodach Superligi).
Rekord życiowy w siedmioboju: 5523 (27.07.1997), w skoku wzwyż: 1,81 (4.06.2003).